# Punta Cornes
Punta Cornes ist eine Landspitze am östlichen Ende der Islote Gentile nordwestlich des Kap Garry, des südwestlichen Ausläufers von Low Island im Archipel der Südlichen Shetlandinseln.
Argentinische Wissenschaftler benannten sie. Der weitere Benennungshintergrund ist nicht überliefert.